# Lima Challenger 2012
Il Lima Challenger 2012 è stato un torneo professionistico di tennis giocato sulla terra rossa. È stata la 6ª edizione del torneo che fa parte dell'ATP Challenger Tour nell'ambito dell'ATP Challenger Tour 2012. Si è giocato Lima in Perù dal 2 all'8 luglio 2012.

## Partecipanti

### Teste di serie
| Nazionalità | Giocatore                 | Ranking* | Testa di serie |
| ----------- | ------------------------- | -------- | -------------- |
| Francia     | Éric Prodon               | 121      | 1              |
| Argentina   | Diego Junqueira           | 178      | 2              |
| Argentina   | Guido Pella               | 205      | 3              |
| Argentina   | Agustín Velotti           | 230      | 4              |
| Argentina   | Facundo Argüello          | 237      | 5              |
| Italia      | Thomas Fabbiano           | 249      | 6              |
| Brasile     | Fernando Romboli          | 275      | 7              |
| Cile        | Guillermo Rivera-Aránguiz | 284      | 8              |

- Ranking al 25 giugno 2012.

### Altri partecipanti
Giocatori che hanno ricevuto una wild card:
- Mauricio Echazú
- Sergio Galdós
- Jorge Herreros
- Rodrigo Sánchez

Giocatori passati dalle qualificazioni:
- Facundo Mena
- Roberto Quiroz
- Ricardo Siggia
- Harel Srugo

## Campioni

### Singolare
- Guido Andreozzi ha battuto in finale  Facundo Argüello con il punteggio di 6–3, 6(6)–7, 6–2.

### Doppio
- Facundo Argüello /  Agustín Velotti hanno battuto in finale  Claudio Grassi /  Luca Vanni con il punteggio di 7–6(4), 7–6(5).